# Cavalcante Cavalcanti
 Cavalcante Cavalcanti ou Cavalcante dei Cavalcanti (vers 1220 - vers 1280) est un philosophe épicurien de l'époque médiévale ; il est le père de Guido Cavalcanti, un ami proche de Dante Alighieri.

## Biographie
Cavalcante appartient à la noble famille Cavalcanti, une riche famille membre de la faction Guelfe d'aristocrates florentins. Cavalcante était un banquier d'affaires qui, avec d'autres avait prêté de l'argent à des conditions  usuraires au cours de la croisade avec le consentement et le soutien de la papauté.
En 1257, Cavalcanti a servi de Podestat (magistrat) de la ville ombrienne de Gubbio.
En 1260, après la victoire des Gibelins sur les Guelfes florentins lors de la bataille de Montaperti, Calvancanti partit en exil dans la ville toscane de Lucques.
Il est rentré d'exil en 1266 et maria son fils Guido à Bice Uberti, fille de Farinata degli Uberti, un éminent Gibelin.
Cavalcante s'était emparenté[pas clair] comme il était coutume à l'époque entre familles en conflit et qui voulaient se réconcilier.
Cavalcante dei Cavalcanti a été un esprit rationaliste et épicurien.
Il ne croyait pas à l'immortalité de l'âme et soutenait que « l' unique réalité est représentée par les atomes ».
Bien que Cavalcante eut rejoint les Guelfes avec le soutien de la papauté, il fut dénoncé comme hérétique.
Cavalcante Cavalcanti mourut vers l'an 1280, alors que Dante avait à peine quinze ans.

## Divine Comédie
Dante Alighieri cite Cavalcante dans le Chant X de l'Enfer (v 52-72) où l'on trouve tous les hérétiques et épicuriens comme Farinata degli Uberti.
Dante dialogue avec Cavalcante au sujet de son fils Guido, et présente le père mort comme un parent qui l'adore. Le poète représente Cavalcanti et Farinata en enfer comme voisins dans la même tombe, mais sans aucune interaction entre eux.

## Sources
- (en) Cet article est partiellement ou en totalité issu de l’article de Wikipédia en anglais intitulé « Cavalcante de' Cavalcanti » (voir la liste des auteurs).